# ブレット・サリバン (野球)

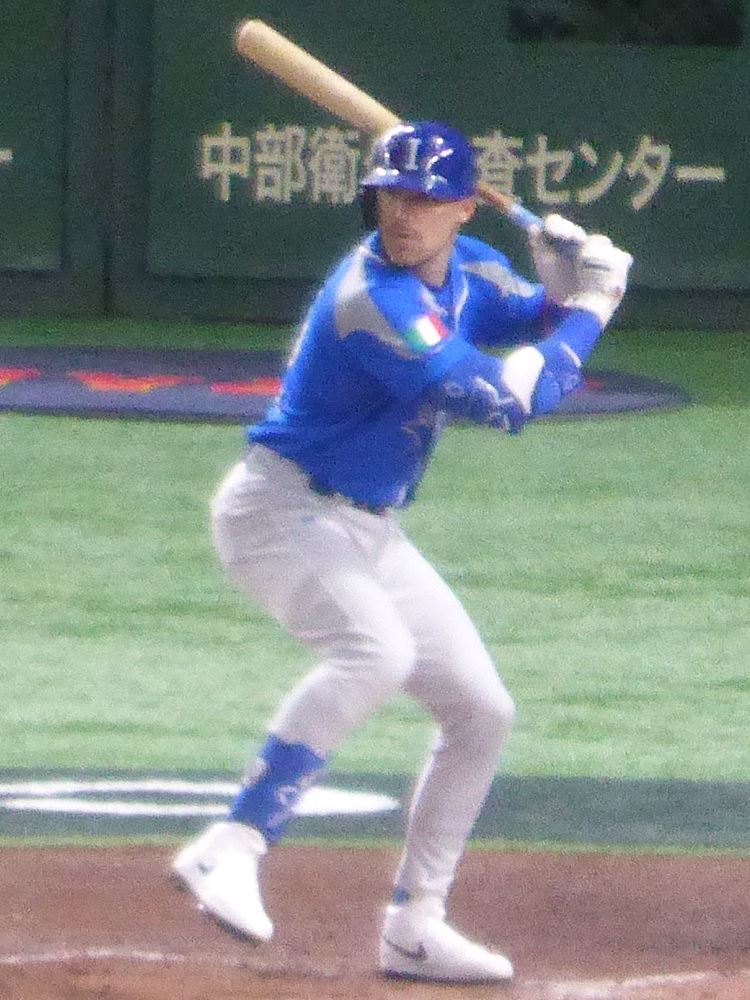
WBCイタリア代表 (2023年3月16日 東京ドーム)

ブレット・チャールズ・サリバン（Brett Charles Sullivan, 1994年2月22日 - ）は、 アメリカ合衆国カリフォルニア州サンホアキン郡ストックトン出身のプロ野球選手（捕手）。右投左打。MLBのピッツバーグ・パイレーツ傘下所属。

## 経歴

### プロ入りとレイズ傘下時代

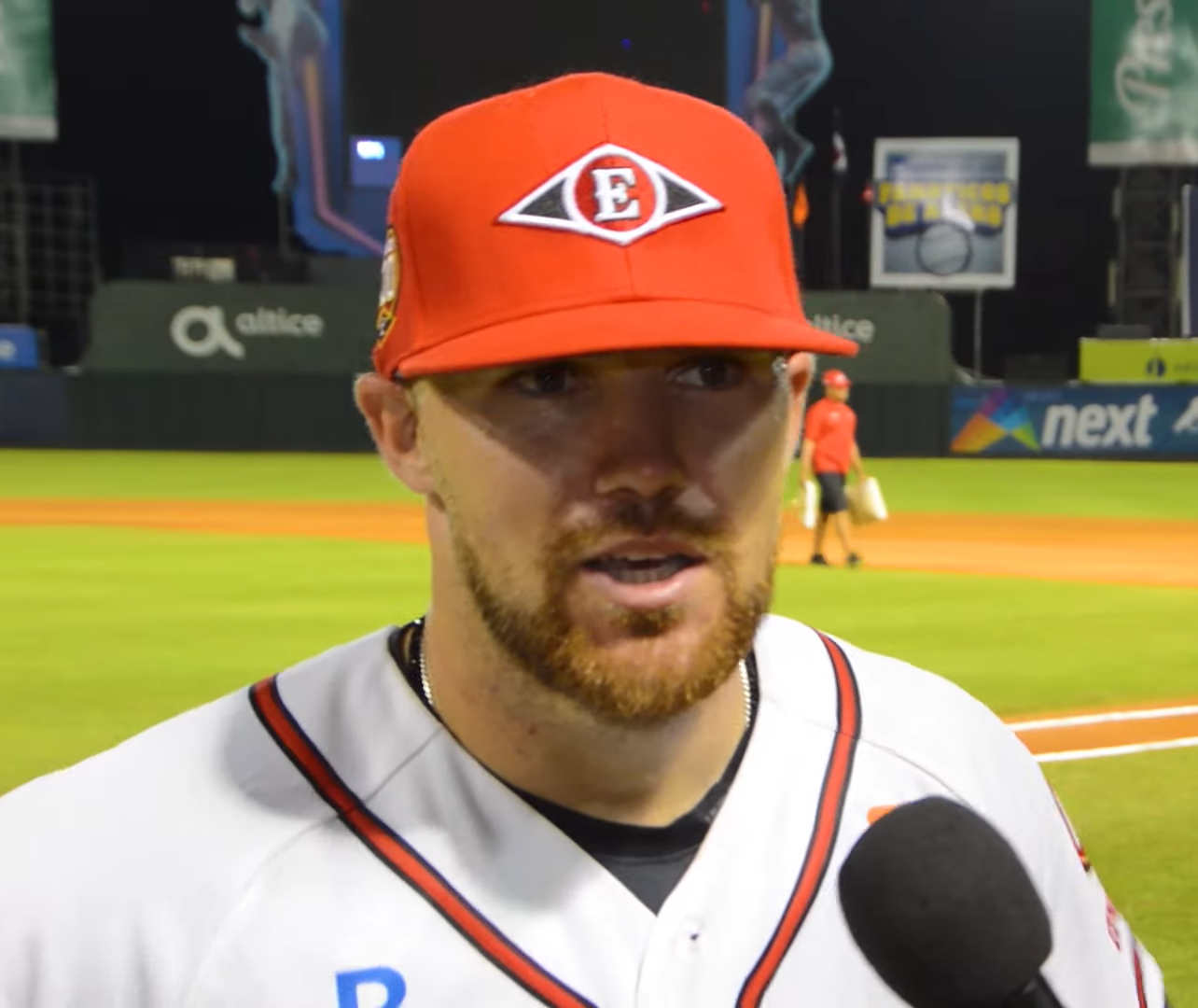
レオネス・デル・エスコヒード時代
(2021年)

2015年のMLBドラフト17巡目（全体508位）でタンパベイ・レイズから指名され、プロ入り。契約後、傘下のパイオニアリーグのルーキー級プリンストン・レイズでプロデビュー。65試合に出場して打率.260、11本塁打、31打点、5盗塁を記録した。
2016年はA級ボーリンググリーン・ホットロッズでプレーし、118試合に出場して打率.283、13本塁打、81打点、17盗塁を記録した。
2017年はA+級シャーロット・ストーンクラブズとAA級モンゴメリー・ビスケッツでプレーし、2球団合計で107試合に出場して打率.294、8本塁打、74打点、18盗塁を記録した。オフにはアリゾナ・フォールリーグに参加し、サプライズ・サグアロスに所属した。
2018年はAA級モンゴメリーでプレーし、111試合に出場して打率.266、7本塁打、65打点、17盗塁を記録した。
2019年もAA級モンゴメリーでプレーし、102試合に出場して打率.280、10本塁打、51打点、21盗塁を記録した。
2020年はCOVID-19の影響でマイナーリーグの試合が開催されなかったため、公式戦の出場は無かった。
2021年はAAA級ダーラム・ブルズでプレーし、90試合に出場して打率.223、9本塁打、35打点、7盗塁を記録した。オフの11月7日にFAとなった。

### パドレス時代
2021年11月29日にミルウォーキー・ブルワーズとメジャー契約を結んだが、2022年シーズン開幕直前の4月6日にビクター・カラティーニとのトレードで、コリー・ハウエルと共にサンディエゴ・パドレスへ移籍した。この年は傘下のAAA級エルパソ・チワワズでプレーし、113試合に出場して打率.285、9本塁打、81打点、3盗塁を記録した。
2023年はシーズン前の3月に開催された第5回ワールド・ベースボール・クラシック(WBC)のイタリア代表に選出された。シーズンでは開幕をAAA級エルパソで迎えた。4月16日にメジャー初昇格を果たし、18日のアトランタ・ブレーブス戦にて「8番・捕手」で先発出場してメジャーデビュー。メジャーデビューとなったこの年、33試合に出場して打率.210、1本塁打、6打点を記録した。
2024年3月20日にAAA級エルパソに降格した。4月9日にメジャー昇格を果たした。昇格後3試合に出場したが、16日にAAA級エルパソに送り返された。6月22日に再昇格を果たしたものの、4試合に出場後の7月12日に再びAAA級エルパソに降格。その後は昇格すること無く、シーズンを終えた。結局、この年メジャーでは僅か7試合の出場に終わり打率.188、1本塁打、2打点と不振だった。
2025年はスプリングトレーニングに参加したものの、オープン戦17試合の出場で5安打、4打点、2盗塁とアピールすることが出来なかった。3月22日にメイソン・マッコイの昇格に伴いDFAとなり、26日にウェイバー公示を経てAAA級エルパソに降格した。

### パイレーツ時代
2025年4月16日にブライス・ジョンソンプラス金銭とのトレードでピッツバーグ・パイレーツに移籍した。6月7日にエンディ・ロドリゲスの10日間負傷者リスト入りに伴い、メジャー契約を結びアクティブ・ロースター入りした。6月16日にダウリ・モレタの60日間負傷者リストからの復帰に伴いDFAとなり、2日後にAAA級インディアナポリス・インディアンズに降格した。その後20日に一度はFAとなったものの、同日中にマイナー契約で契約を結び直した。

## 詳細情報

### 年度別打撃成績
| 年 度    | 球 団    | 試 合 | 打 席 | 打 数 | 得 点 | 安 打 | 二 塁 打 | 三 塁 打 | 本 塁 打 | 塁 打 | 打 点 | 盗 塁 | 盗 塁 死 | 犠 打 | 犠 飛 | 四 球 | 敬 遠 | 死 球 | 三 振 | 併 殺 打 | 打 率 | 出 塁 率 | 長 打 率 | O P S |
| -------- | -------- | ----- | ----- | ----- | ----- | ----- | -------- | -------- | -------- | ----- | ----- | ----- | -------- | ----- | ----- | ----- | ----- | ----- | ----- | -------- | ----- | -------- | -------- | ----- |
| 2023     | SD       | 33    | 86    | 81    | 7     | 17    | 3        | 0        | 1        | 23    | 6     | 0     | 0        | 0     | 1     | 4     | 0     | 0     | 19    | 1        | .210  | .244     | .284     | .528  |
| 2024     | SD       | 7     | 17    | 16    | 1     | 3     | 0        | 0        | 1        | 6     | 2     | 0     | 0        | 0     | 0     | 1     | 0     | 0     | 4     | 0        | .188  | .235     | .375     | .610  |
| 2025     | PIT      | 3     | 9     | 6     | 1     | 1     | 0        | 0        | 0        | 1     | 2     | 0     | 0        | 0     | 1     | 1     | 0     | 1     | 3     | 0        | .167  | .333     | .167     | .500  |
| MLB：2年 | MLB：2年 | 40    | 103   | 97    | 8     | 20    | 3        | 0        | 2        | 29    | 8     | 0     | 0        | 0     | 1     | 5     | 0     | 0     | 23    | 1        | .206  | .243     | .299     | .542  |

- 2024年度シーズン終了時

### WBCでの打撃成績
| 年 度 | 代 表    | 試 合 | 打 席 | 打 数 | 得 点 | 安 打 | 二 塁 打 | 三 塁 打 | 本 塁 打 | 塁 打 | 打 点 | 盗 塁 | 盗 塁 死 | 犠 打 | 犠 飛 | 四 球 | 敬 遠 | 死 球 | 三 振 | 併 殺 打 | 打 率 | 出 塁 率 | 長 打 率 |
| ----- | -------- | ----- | ----- | ----- | ----- | ----- | -------- | -------- | -------- | ----- | ----- | ----- | -------- | ----- | ----- | ----- | ----- | ----- | ----- | -------- | ----- | -------- | -------- |
| 2023  | イタリア | 5     | 22    | 19    | 4     | 7     | 0        | 0        | 0        | 7     | 2     | 0     | 0        | 0     | 1     | 2     | 0     | 0     | 1     | 0        | .368  | .409     | .368     |

### 年度別守備成績
| 年 度 | 球 団 | 捕手（C） | 捕手（C） | 捕手（C） | 捕手（C） | 捕手（C） | 捕手（C） | 捕手（C） | 捕手（C） | 捕手（C） | 捕手（C） | 捕手（C） |
| 年 度 | 球 団 | 試 合     | 刺 殺     | 補 殺     | 失 策     | 併 殺     | 守 備 率  | 捕 逸     | 企 図 数  | 許 盗 塁  | 盗 塁 刺  | 阻 止 率  |
| ----- | ----- | --------- | --------- | --------- | --------- | --------- | --------- | --------- | --------- | --------- | --------- | --------- |
| 2023  | SD    | 31        | 209       | 13        | 4         | 0         | .982      | 2         | 16        | 14        | 2         | .125      |
| MLB   | MLB   | 31        | 209       | 13        | 4         | 0         | .982      | 2         | 16        | 14        | 2         | .125      |

- 2023年度シーズン終了時

### 背番号
- 29（2023年 - 2024年）
- 59（2025年6月9日 - 同月15日）

### 代表歴
- 2023 ワールド・ベースボール・クラシック・イタリア代表